# الطريق الجهوية رقم 118 (تونس)
الطريق الجهوية رقم 118 أو ط ج 118 طريق ثانوية بالجنوب التونسي تصل بين مدينة جرجيس والطريق الوطنية رقم 1 على مستوى قرية درغولية.